# محمد نصیری
محمد نصیری سرشت (زادهٔ ۹ مرداد ۱۳۲۴) وزنه‌بردار پیشین ایرانی می‌باشد. وی مجموعاً با ۶ طلای جهان و المپیک شامل پنج بار قهرمانی جهان و یک بار قهرمانی در بازیهای المپیک، پر افتخارترین وزنه‌بردار ایران و یکی از مشاهیر وزنه‌برداری جهان است. او در بازی‌های المپیک ۱۹۶۴، ۱۹۶۸، ۱۹۷۲ و ۱۹۷۶ شرکت کرد و سه نشان شامل یک طلا، یک نقره و یک برنز این بازی‌ها را به دست آورد. وی علاوه بر پنج مدال طلای جهان، یک مدال نقره و سه مدال برنز رقابت‌های قهرمانی جهان را نیز دارد. او سه نشان طلای بازی‌های آسیایی در سال‌های ۱۹۶۶، ۱۹۷۰ و ۱۹۷۴ را در کارنامه دارد. او ۱۵ رکورد جهانی را شامل ۱۰ رکورد در دوضرب، ۳ رکورد در پرس و ۲ رکورد در مجموع به نام خود ثبت کرد. در سال ۱۹۹۵ وی به تالار مشاهیر فدراسیون بین‌المللی وزنه‌برداری راه یافت.
نصیری در ۱۳ سالگی وزنه‌برداری را آغاز کرد. وی بیشتر در دستهٔ وزنی ۵۶ کیلوگرم شرکت می‌کرد، اما برای مسابقات قهرمانی جهان ۱۹۷۳ در هاوانا، وزن بدن خود را به ۵۲ کیلوگرم کاهش داد و چون ۱۰۰ گرم اضافه وزن داشت و فرصتی برای کاهش نداشت. مجبور شد برای این کار موی سر و ابرو خود را بتراشید. وی در هاوانا در یک روز، چهار رکورد جهانی را به ثبت رساند. او تا پایان دوران فعالیت حرفه ای خود در دستهٔ ۵۲ کیلوگرم در رقابت‌ها شرکت کرد.

## زندگی شخصی
محمد نصیری سرشت ۹ مرداد ۱۳۲۴ در در محله «صابون پز خانه» تهران به دنیا آمد. پدر و مادرش او را به پرورشگاه امین‌آباد سپردند و مدتی بعد پدرش فوت کرد، اما مادر و خواهرش، به ویژه پس از شهرت‌اش با او در ارتباط بودند. وی در سنین نوجوانی فعالیت ورزشی را در ژیمناستیک آغاز کرد و در این دوران قهرمان آموزشگاه‌های ایران شد. او سپس با تشویق خانمی به نام بهار که او را در پرورشگاه بزرگ کرد به سمت وزنه‌برداری رفت و در این ورزش به فعالیت خود ادامه داد. زمانی که از پرورشگاه بیرون آمد، به باشگاه کیان پیش برادرخوانده‌اش، رسول ملک‌نیا رفت و در این باشگاه هم کار می‌کرد و هم ورزش.
نصیری در سال‌های ابتدایی انقلاب اسلامی با هماهنگی احمد خمینی به دیدار خمینی رفت. محمد نصیری از بوسیدن جسورانه صورت و محاسن خمینی در آن دیدار، به عنوان شیرین‌ترین خاطره زندگی‌اش یاد می‌کند و می‌گوید: «بعد از آن بود که هرکسی در هر کجای ایران من را می‌دید یاد امام می‌افتاد». خمینی خطاب به نصیری به شوخی گفت: «تو که قهرمان دنیایی، چرا این قدر کوچولویی .»
محمد نصیری اوایل دههٔ ۱۳۸۰ از ایران به کانادا رفت و در سال ۱۳۸۶ دوباره به ایران بازگشت. او در گفتگو با روزنامه ایران‌ورزشی، که در ۲۴ دی ۱۴۰۲ منتشر شد، به دلیل وضعیت معیشتی نامناسب خود گفت: «هر روز از خدا آرزوی مرگ دارم.»

## نتایج مسابقات

### قهرمانی جهان
| سال  | جایگاه                              | وزن   | مدال | مدال  | مدال  | مدال  |
| سال  | جایگاه                              | وزن   | پرس  | یک‌ضرب | دوضرب | مجموع |
| ---- | ----------------------------------- | ----- | ---- | ----- | ----- | ----- |
| ۱۹۶۵ | تهران، ایران                        | ۵۶ ک‌گ | —    | —     | —     |       |
| ۱۹۶۶ | برلین شرقی، آلمان شرقی              | ۵۶ ک‌گ | —    | —     | —     | 3     |
| ۱۹۶۸ | مکزیکو سیتی، مکزیک                  | ۵۶ ک‌گ | —    | —     | —     | 1     |
| ۱۹۶۹ | ورشو، لهستان                        | ۵۶ ک‌گ | 2    |       | 1     | 1     |
| ۱۹۷۰ | کلمبوس، اوهایو، ایالات متحده آمریکا | ۵۶ ک‌گ | 3    |       | 1     | 1     |
| ۱۹۷۱ | لیما، پرو                           | ۵۶ ک‌گ | 1    |       | 2     | 3     |
| ۱۹۷۲ | مونیخ، آلمان غربی                   | ۵۶ ک‌گ | 2    |       | 2     | 2     |
| ۱۹۷۳ | هاوانا، کوبا                        | ۵۲ ک‌گ | —    |       | 1     | 1     |
| ۱۹۷۴ | مانیل، فیلیپین                      | ۵۲ ک‌گ | —    | 3     | 1     | 1     |
| ۱۹۷۶ | مونترآل، کانادا                     | ۵۲ ک‌گ | —    |       | 2     | 3     |
| ۱۹۷۷ | اشتوتگارت، آلمان غربی               | ۵۲ ک‌گ | —    |       | 2     |       |

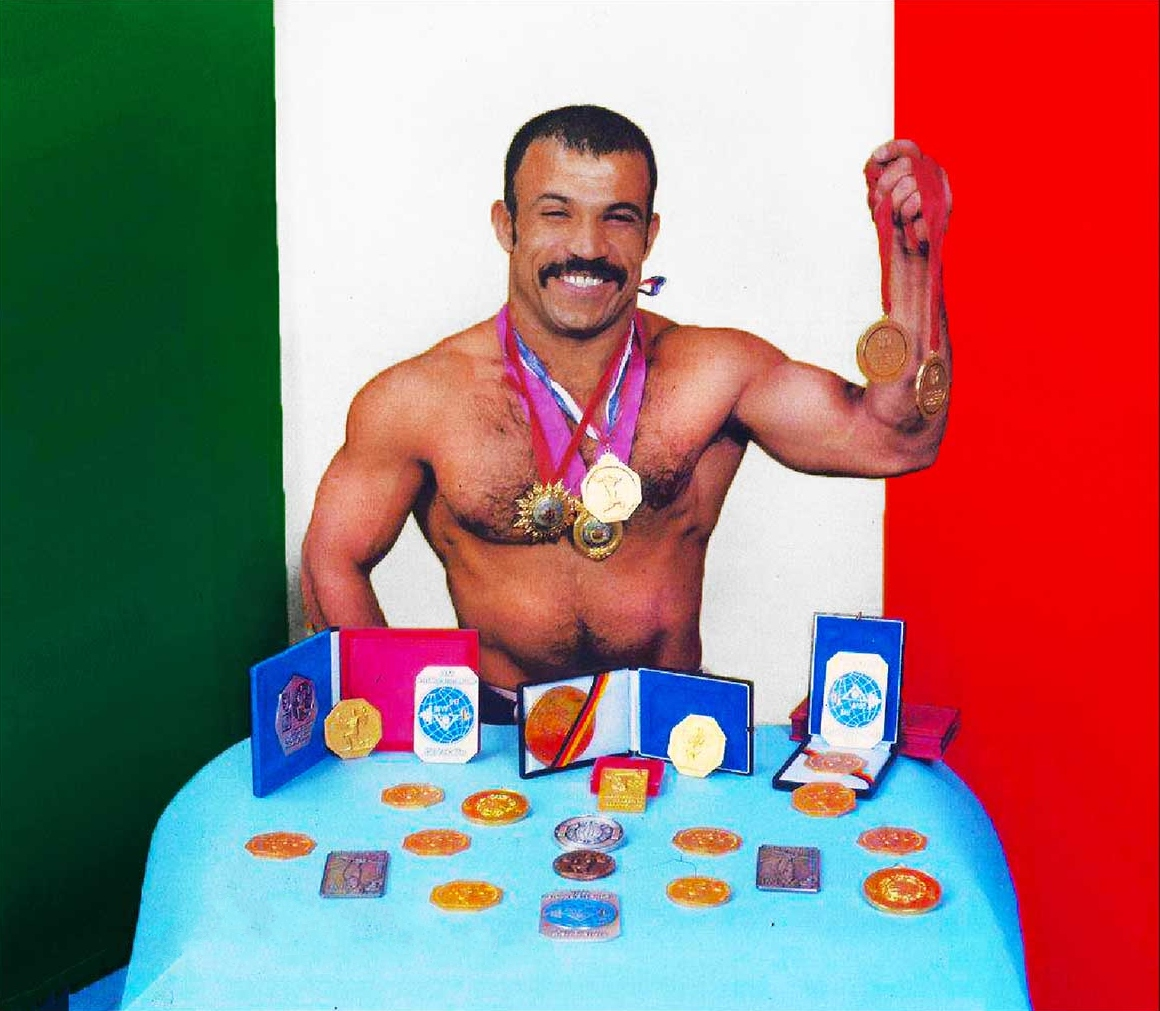
محمد نصیری به همراه مدال‌هایش

- بازی‌های المپیک ۱۹۶۸، ۱۹۷۲ و ۱۹۷۶ به عنوان مسابقات قهرمانی جهان نیز به حساب آمده‌است.
- پیش از ۱۹۶۹ برای لیفت به تنهایی مدالی وجود ندارد.
- پرس پس از ۱۹۷۲ از وزنه‌برداری المپیک حذف شد.

### المپیک
| سال            | میزبان             | وزن            | پرس قدرتی (ک‌گ) | پرس قدرتی (ک‌گ) | پرس قدرتی (ک‌گ) | پرس قدرتی (ک‌گ) | یک‌ضرب (ک‌گ)     | یک‌ضرب (ک‌گ)     | یک‌ضرب (ک‌گ)     | یک‌ضرب (ک‌گ)     | دوضرب (ک‌گ)     | دوضرب (ک‌گ)     | دوضرب (ک‌گ)     | دوضرب (ک‌گ)     | دوضرب (ک‌گ)     | مجموع          | رتبه           |
| سال            | میزبان             | وزن            | ۱              | ۲              | ۳              | رتبه           | ۱              | ۲              | ۳              | رتبه           | ۱              | ۲              | ۳              | ۴              | رتبه           | مجموع          | رتبه           |
| بازی‌های المپیک | بازی‌های المپیک     | بازی‌های المپیک | بازی‌های المپیک | بازی‌های المپیک | بازی‌های المپیک | بازی‌های المپیک | بازی‌های المپیک | بازی‌های المپیک | بازی‌های المپیک | بازی‌های المپیک | بازی‌های المپیک | بازی‌های المپیک | بازی‌های المپیک | بازی‌های المپیک | بازی‌های المپیک | بازی‌های المپیک | بازی‌های المپیک |
| -------------- | ------------------ | -------------- | -------------- | -------------- | -------------- | -------------- | -------------- | -------------- | -------------- | -------------- | -------------- | -------------- | -------------- | -------------- | -------------- | -------------- | -------------- |
| ۱۹۶۴           | توکیو، ژاپن        | ۵۶ ک‌گ          | ۹۷٫۵           | ۱۰۲٫۵          | ۱۰۵            | ۴              | ۸۵             | ۹۰             | ۹۰             | ۲۲             | ۱۲۰            | ۱۲۰            | ۱۲۰            |                | ۱۸             | ۳۱۰            | ۱۵             |
| ۱۹۶۸           | مکزیکو سیتی، مکزیک | ۵۶ ک‌گ          | ۱۱۲٫۵          | ۱۱۷٫۵          | ۱۱۷٫۵          | ۴              | ۱۰۰            | ۱۰۵            | ۱۰۵            | ۳              | ۱۴۲٫۵          | ۱۵۰            | --             |                | ۱              | ۳۶۷٫۵          | 1              |
| ۱۹۷۲           | مونیخ، آلمان       | ۵۶ ک‌گ          | ۱۲۰            | ۱۲۵            | ۱۲۷٫۵          | ۱              | ۱۰۰            | ۱۰۵            | ۱۰۵            | ۱۰             | ۱۴۲٫۵          | ۱۵۲٫۵          | ۱۵۲٫۵          |                | ۱              | ۳۷۰            | 2              |
| ۱۹۷۶           | مونترآل، کانادا    | ۵۲ ک‌گ          |                |                |                |                | ۹۰             | ۱۰۰            | ۱۰۲٫۵          | ۴              | ۱۳۵            | ۱۳۵            | ۱۴۲٫۵          | ۱۴۱٫۵          | ۲              | ۲۳۵            | 3              |

## عناوین و افتخارات
بازی‌های المپیک
- ۱۹۶۸ مکزیکوسیتی، مکزیک نشان طلا (دستهٔ ۵۶ کیلوگرم)
- ۱۹۷۲ مونیخ، آلمان نشان نقره (دستهٔ ۵۶ کیلوگرم)
- ۱۹۷۶ مونترال، کانادا نشان برنز (دستهٔ ۵۲ کیلوگرم)

مسابقات قهرمانی جهان
- ۱۹۶۶ برلین، آلمان نشان برنز (دستهٔ ۵۶ کیلوگرم)
- ۱۹۶۸ مکزیکوسیتی، مکزیک نشان طلا (دستهٔ ۵۶ کیلوگرم)
- ۱۹۶۹ ورشو، لهستان نشان طلا (دستهٔ ۵۶ کیلوگرم)
- ۱۹۷۰ کلمبوس، آمریکا نشان طلا (دستهٔ ۵۶ کیلوگرم)
- ۱۹۷۱ لیما، پرو نشان برنز (دستهٔ ۵۶ کیلوگرم)
- ۱۹۷۲ مونیخ، آلمان نشان نقره (دستهٔ ۵۶ کیلوگرم)
- ۱۹۷۳ هاوانا، کوبا نشان طلا (دستهٔ ۵۲ کیلوگرم)
- ۱۹۷۴ مانیل، فیلیپین نشان طلا (دستهٔ ۵۲ کیلوگرم)
- ۱۹۷۶ مونترال، کانادا نشان برنز (دستهٔ ۵۲ کیلوگرم)

بازی‌های آسیایی
- ۱۹۶۶ بانکوک، تایلند نشان طلا (دستهٔ ۵۶ کیلوگرم)
- ۱۹۷۰ بانکوک، تایلند نشان طلا (دستهٔ ۵۶ کیلوگرم)
- ۱۹۷۴ تهران، ایران دو نشان طلا و یک نقره (دستهٔ ۵۲ کیلوگرم)

مسابقات قهرمانی آسیا
- ۱۹۶۵ تهران، ایران نشان برنز (دستهٔ ۵۶ کیلوگرم)
- ۱۹۷۱ مانیل، فلیپین نشان طلا (دستهٔ ۵۶ کیلوگرم)
- ۱۹۷۰ بغداد، عراق نشان طلا (دستهٔ ۵۶ کیلوگرم)

مسابقات بین‌المللی
- ۱۹۶۷ مکزیکوسیتی، مکزیک نشان طلا (دستهٔ ۵۶ کیلوگرم) (ما قبل المپیک)
- ۱۹۶۹ مسکو، شوروی نشان طلا (دستهٔ ۵۶ کیلوگرم) (جام دوستی مسکو)
- ۱۹۷۰ مسکو، شوروی نشان طلا (دستهٔ ۵۶ کیلوگرم) (جام دوستی مسکو)
- ۱۹۷۱ اولم، آلمان نشان طلا (دستهٔ ۵۶ کیلوگرم) (ماقبل المپیک)